# Mulsans
Mulsans település Franciaországban, Loir-et-Cher megyében. Lakosainak száma 514 fő (2022. január 1.). Mulsans Averdon, La Chapelle-Saint-Martin-en-Plaine, Cour-sur-Loire, Maves, Suèvres és Villerbon községekkel határos.

## Népesség
A település népességének változása:
| Lakosok száma | 260  | 367  | 374  | 424  | 508  | 509  | 502  | 527  | 527  | 514  |
|               | 1968 | 1982 | 1990 | 2006 | 2013 | 2015 | 2017 | 2019 | 2020 | 2022 |